# Algot Högstedt
Johan Emil Algot Högstedt, född 10 december 1862 i Stenberga socken, Jönköpings län, död 26 april 1923 i Sollentuna, var en svensk poet och distinktionskorpral. 
Han skrev så kallad tillfällighetsvers för bland andra kung Gustav V och har även citerats av Vilhelm Moberg.
Algot Högstedt gifte 1899 sig med Hilda Maria Stålgren (1876–1953). De bodde 1900 i Högarp, Stenberga, i nuvarande Vetlanda kommun. Deras son var Josef Högstedt (1897–1986), känd poet under pseudonymen Pälle Näver.